# Miguel Gorjão-Henriques
Miguel Maria Tavares Festas Gorjão-Henriques da Cunha CvHDM (Lourenço Marques, São José de Langhuene, 6 de Fevereiro de 1969), é um advogado, docente universitário e genealogista português.

## Família
Membro da família Gorjão Henriques, é filho secundogénito de Nuno Manuel Godinho Gorjão Henriques da Cunha (monárquico, foi presidente da Unidade Tradicionalista; católico, foi da irmandade da Sé de Lisboa desde 1945 e esteve preso no cerco ao Patriarcado de Lisboa, em 1975; anti-salazarista, foi redactor do jornal "Debate", na década de 1950; genealogista, foi sócio correspondente do Instituto Português de Heráldica, no qual foi Secretário adjunto do Secretário-Geral, e da Associação Portuguesa de Genealogia (n.º 43); chefe do ramo legitimista da Família, foi sobrinho neto do general Manuel Rafael Gorjão KCB, etc., e por sua mãe, sobrinho direito de Francisco Rolão Preto, do integralismo lusitano), e de sua mulher Maria Isabel de Sousa Tavares Festas, neta paterna de António Tavares Festas.

## Biografia
Licenciado (14 de Janeiro de 1992), Mestre (1997) em Direito e Doutoramento pela Faculdade de Direito da Universidade de Coimbra, é Advogado, docente universitário e genealogista.
Foi professor na Faculdade de Direito da Universidade de Coimbra de 1992 até ao presente, excepto no período 2013-2018. É Cavaleiro de Honra e Devoção da Ordem Soberana e Militar de Malta (desde 2008), sendo Vice-Presidente em da Mesa da Assembleia Geral (2021-2022), membro da Direcção da APDE (2010-2017) e actualmente Vice-Presidente, Sócio correspondente do Instituto Português de Heráldica, membro fundador da APAHP e do CAPDC. Como especialista e académico, integrou diversas comissões legislativas em Portugal, mormente na preparação das leis da Concorrência de 2003  e de 2012. Foi também assessor de um membro da Convenção Europeia e director executivo da APIFARMA (2007). É especialista em direito farmacêutico, dos medicamentos e produtos de saúde e foi Advogado Especialista em Direito Europeu e da Concorrência reconhecido pela Ordem dos Advogados. Foi presidente da Comissão de Concorrência da delegação portuguesa da Câmara de Comércio Internacional (ICC, International Chamber of Commerce) (2012-2017).
Publicou mais de 60 trabalhos, jurídicos e históricos, incluindo:
- Direito da União. Almedina, Coimbra: 9 edições (2000-2019)[11]
- Tratado de Lisboa, Almedina, Coimbra: 10 edições (2008-2022)
- Gorjão Henriques, 2 vols., 2006, ed. autor (em co-autoria)
- Sobre alguns dos meus Hortas: Ramos de Atouguia e Setúbal,[12] Armas & Troféus, 2010, pp. 201-321
- Por linhas direitas (1): em volta de Carvalhos, de Carvalhos Magalhães e da Rua Formosa – genealogias várias,[12] Armas e Troféus, IX série, 2011/2012, pp. 97-267
- Por linhas direitas (2): A ascendência Correia da Silva de Carvalho, dos senhores do prazo da Torre da Murta e do morgado do Torrão,[12] Armas & Troféus, 2012-2013, pp. 353-406
- José Seabra da Silva: iconografia e mobilidade social no Antigo Regime,[13] Direito e Justiça, n.º Especial de homenagem ao prof. Espinosa Gomes da Silva, UCP, vol. II, 2014, pp. 75-155
- Francisco Caldeira de Castelo Branco Pará - notas sobre o fundador de Belém, Textiverso, 2016[14]

Segundo os pareceres do prof. Martim de Albuquerque e do Marquês de Abrantes, contrários a toda a prática durante a Monarquia Portuguesa, teria, como milhares de outros portugueses, o direito ao tratamento de Dom por ser descendente legítimo de D. Vasco da Gama, que teve Mercê de El-Rei D. Manuel I de Portugal, por Carta de doação de 1502, de juro e herdade para sempre para todos os seus descendentes. Demonstrou publicamente o seu desacordo com estas ideias.

## Casamento e descendência
Casou em Setúbal, na Igreja de São Julião, a 29 de Agosto de 1998, com sua parente Filipa Fontes de Azevedo Coutinho (Lisboa, São Sebastião da Pedreira, 2 de Agosto de 1975), Licenciada em Biologia Vegetal Aplicada pela Faculdade de Ciências da Universidade de Lisboa, neta paterna de António de Campos de Albuquerque de Azevedo Coutinho: 